# Emilio Draghelli
Emilio Draghelli (Ancona, 20 luglio 1900 – ...) è stato un generale e aviatore italiano, prese parte a diverse spedizioni: Crociera del Mediterraneo Orientale, a quella del Mediterraneo Occidentale e alla Crociera aerea transatlantica Italia-Brasile
Durante la Seconda guerra mondiale comandò dapprima il 59º Gruppo Bombardamento Terrestre e poi il 45º Stormo Trasporti.

## Biografia
Nacque ad Ancona il 20 luglio 1900, e si arruolò nella Regia Marina, venendo nominato sottotenente macchinista nel febbraio 1921. Si imbarcò per due anni a bordo di sommergibili, e per un altro anno sulle torpediniere. Transitato in forza nella Regia Aeronautica nel 1924, divenne pilota militare nel settembre dello stesso anno. Prese parte alla Crociera del Mediterraneo Orientale e a quella del Mediterraneo Occidentale (giugno 1929) volando a bordo degli idrovolanti Savoia-Marchetti S.55A.
Nel corso del 1930 fu promosso al grado di capitano. Tra il 17 dicembre dello stesso anno ed il 15 gennaio 1931 partecipò alla Crociera aerea transatlantica Italia-Brasile, guidata dal generale Italo Balbo. Egli pilotava uno dei Savoia-Marchetti S.55TA (matricola I-DRAG)  utilizzati nell'impresa, appartenente alla "Squadriglia Bianca". Oltre a lui l'equipaggio era composto anche dal tenente Leonello Leone, dal 1º Aviere Carlo Giorgielli, e dal sergente maggiore Bruno Bianchi. Per questa impresa gli fu assegnata la Medaglia d'oro al valor aeronautico, e venne fatto Commendatore dell'Ordine dei Santi Maurizio e Lazzaro.
Tra la fine del 1932 e l'inizio del 1933 effettuò un viaggio in Groenlandia per la costituzione della base aerea di Julianehab di cui, poi, inviò dettagliata relazione al colonnello Stefano Cagna.
All'atto dell'entrata in guerra del Regno d'Italia, il 10 giugno del 1940, il Tenente Colonnello Draghelli comandava il 59º Gruppo Bombardamento Terrestre basato sull'aeroporto di Bresso, appartenente al 41º Stormo B.T.  Il 30 giugno il 59º Gruppo venne rischierato sull'aeroporto di Gela, in zona di operazioni. Alla testa del suo reparto partecipò a numerose azioni di guerra contro la Royal Navy (la marina militare britannica) in appoggio alla Regia Marina italiana. Prese parte alla battaglia di Punta Stilo, e a numerose missioni di bombardamento contro i porti e gli aeroporti dell'isola di Malta. A partire dal 12 dicembre il suo reparto venne schierato in Africa settentrionale italiana, operando in seno alla 5ª Squadra aerea fino al 27 febbraio 1941 quando fu rimpatriato a seguito delle forti perdite subite durante le operazioni contro le forze inglesi.
Dal 20 marzo 1941 al 2 settembre 1942, con il grado di colonnello, fu comandante della base aerea di Cameri, in provincia di Novara sede del 7º Stormo. Dopo quella data fu nominato comandante del 45º Stormo Trasporti, equipaggiato con velivoli Savoia-Marchetti S.M.82 Marsupiale, operante in seno al Comando Servizi Aerei Speciali, con il compito di rifornire le truppe italiane operanti in Libia e successivamente in Tunisia.

### Annotazioni
1. ↑  Tale relazione si trova conservata presso l'Archivio del generale Stefano Cagna.
2. ↑  Formato dalla 232ª e 233ª Squadriglia, per una dotazione totale di 11 bombardieri Savoia-Marchetti S.79 Sparviero.
3. ↑  Al comando del colonnello pilota Enrico Pezzi.

### Fonti
1. 1 2 3 4 5 6  L'Ala d'Italia n.1, gennaio 1931, p. 24.
2. 1 2  Trotta 1978, p. 63.
3. 1 2 3 4  Mancini 1936, p. 246.
4. ↑  Per questa ed altre informazioni, cfr. pannelli espositivi al Museo storico dell'Aeronautica Militare di Vigna di Valle.
5. ↑  Regio Decreto del 22 gennaio 1931, R.U. 1931, suppl. 1, p. 2.
6. 1 2  Gazzetta Ufficiale del Regno d'Italia n. 243 del 19 ottobre 1932.
7. 1 2 3 4 5 6  Ufficio Storico Stato Maggiore dell'Aeronautica 1977, p. 138.
8. ↑   I Comandanti di Cameri, su circolodel53.it, Circolo del 53. URL consultato il 15 settembre 2010 (archiviato dall'url originale il 24 novembre 2011).
9. ↑   Numerose decorazione al personale dell'Aeronautica, su Archivio Storico, La Stampa, 2 marzo 1941. URL consultato l'8 novembre 2010.
10. ↑  Gazzetta Ufficiale del Regno d'Italia n.137 del 12 giugno 1935.
11. ↑  Gazzetta Ufficiale del Regno d'Italia n.306 del 30 dicembre 1941.